# Aeropuerto Internacional del Caribe Santiago Mariño
El Aeropuerto Internacional del Caribe "General en Jefe Santiago Mariño", (IATA: PMV, OACI: SVMG), se encuentra ubicado en la Isla de Margarita, en el El Yaque, Municipio Díaz, en Nueva Esparta en  Venezuela. Para efectos de ruta se continúa tomando a la ciudad de Porlamar como referencia, en vez del Yaque.  Debido a su localización, conecta fácilmente a la isla de Margarita con las principales ciudades del país. Este aeropuerto recibe vuelos pasajeros de rutas con conexión en Caracas, distante a tan solo 35 minutos.

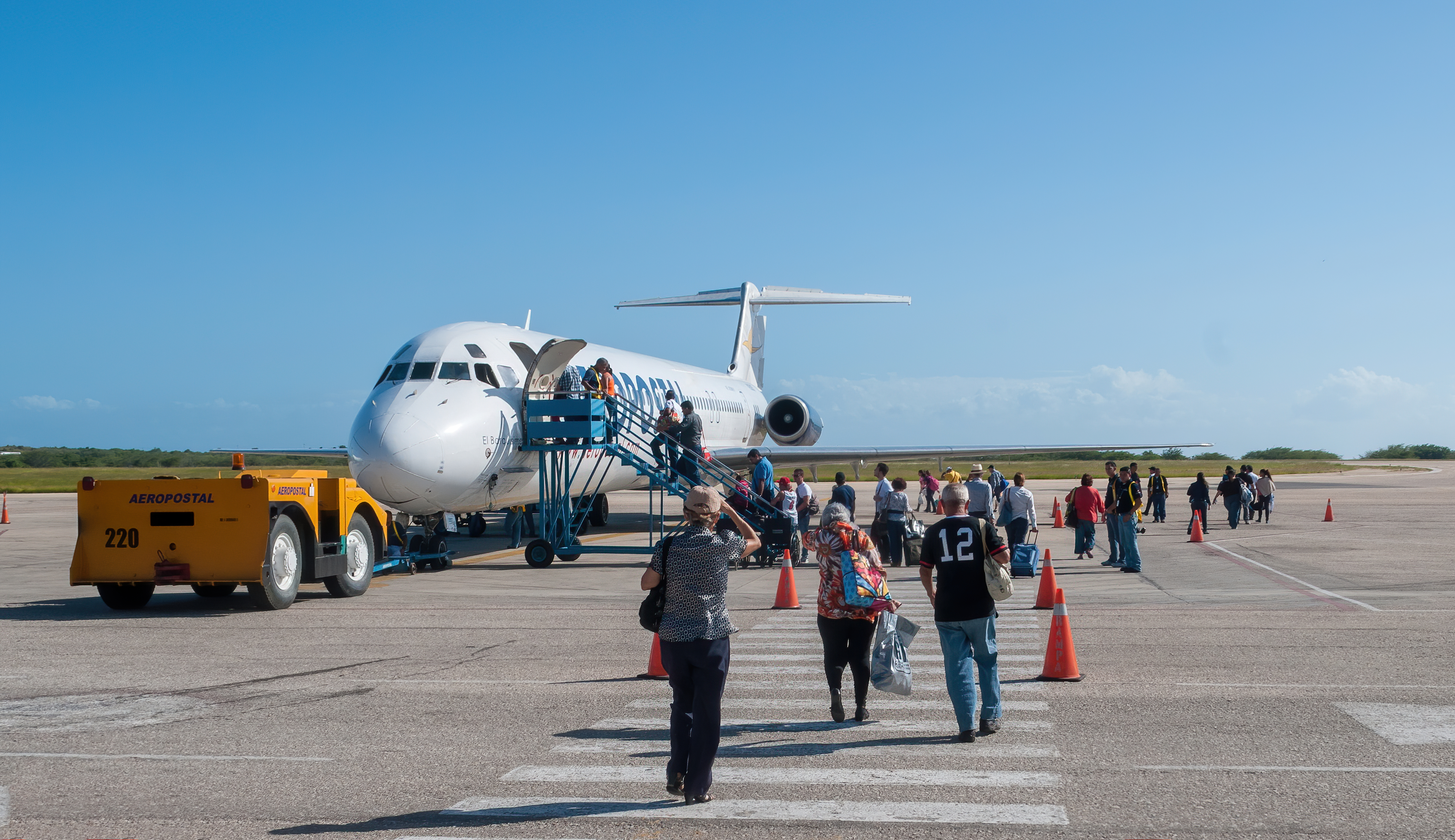
Aeropostal en Aeropuerto internacional Santiago Mariño.

Se considera el tercer aeropuerto del país en orden de importancia, sólo superado por el Aeropuerto Internacional de Maiquetía Simón Bolívar de Caracas y el Aeropuerto Internacional La Chinita de Maracaibo.

## Estadísticas
| Movimientos | 2013     | 2012      | 2011      | 2010      | 2009      |
| ----------- | -------- | --------- | --------- | --------- | --------- |
| Pasajeros   | 3.789.00 | 2.859.934 | 2.300.215 | 2.113.982 | 1.946.187 |
| Operaciones | 63.570   | 47.933    | 50.216    | 44.929    | 56.125    |

## Aerolíneas y destinos
| Destinos por aerolínea              | Destinos por aerolínea |
| Aerolíneas                          | Ciudades |
| ----------------------------------- | --- |
| Aeropostal 2 destinos               | Nacionales (2): Caracas / Valencia |
| Avior Airlines 1 destino            | Nacional (1): Caracas |
| Conviasa 10 destinos                | Nacionales (10): Barcelona / Barquisimeto / Caracas / Ciudad Guayana / El Vigía / La Fría / Maracaibo / Maturín / Santo Domingo del Táchira / Valencia / Valera |
| Estelar Latinoamérica 2 destinos    | Nacional (2): Caracas / San Antonio del Táchira |
| Laser Airlines 2 destinos           | Nacionales (2): Ciudad Guayana / Caracas |
| Rutaca Airlines 3 destinos          | Nacionales (2): Caracas / Valencia Internacional (1): Puerto España                                                                                             |
| Turpial Airlines 1 destinos         | Nacional (1): Valencia |
| Venezolana 2 destinos               | Nacionales (2): Barquisimeto / Caracas |
| 17 destinos, 2 países, 9 aerolíneas | |

### Destinos nacionales
| Ciudades                                     | Nombre del aeropuerto                                    | Aerolíneas |
| -------------------------------------------- | -------------------------------------------------------- | --- |
| Anzoátegui - Barcelona                       | Aeropuerto Internacional General José Antonio Anzoátegui | Conviasa |
| Bolívar - Ciudad Guayana                     | Aeropuerto Internacional Manuel Carlos Piar              | Conviasa / Laser Airlines                                                                                      |
| Carabobo - Valencia                          | Aeropuerto Internacional Arturo Michelena                | Aeropostal / Conviasa / Rutaca Airlines / Turpial Airlines                                                     |
| Distrito Capital - Caracas                   | Aeropuerto Internacional de Maiquetía Simón Bolívar      | Aeropostal / Avior Airlines / Conviasa / Laser Airlines / Estelar Latinoamérica / Rutaca Airlines / Venezolana |
| Lara - Barquisimeto                          | Aeropuerto Internacional Jacinto Lara                    | Conviasa / Venezolana                                                                                          |
| Mérida - El Vigía                            | Aeropuerto Juan Pablo Pérez Alfonzo                      | Conviasa |
| Monagas - Maturín                            | Aeropuerto Internacional José Tadeo Monagas              | Conviasa |
| Táchira - La Fría                            | Aeropuerto Francisco García de Hevia                     | Conviasa |
| Táchira - San Antonio del Táchira            | Aeropuerto Internacional General Cipriano Castro         | Estelar Latinoamérica                                                                                          |
| Táchira - Santo Domingo del Táchira          | Aeropuerto Internacional de Santo Domingo                | Conviasa |
| Trujillo - Valera                            | Aeropuerto Internacional Antonio Nicolás Briceño         | Conviasa |
| Zulia - Maracaibo                            | Aeropuerto Internacional de La Chinita                   | Conviasa |
| Total: 12 destinos, 12 estados, 8 aerolíneas |                                                          | |

### Destinos Internacionales
| Ciudades                                   | Nombre del aeropuerto           | Aerolíneas      |           |
| El Caribe                                  | El Caribe                       | El Caribe       | El Caribe |
| ------------------------------------------ | ------------------------------- | --------------- | --------- |
| Trinidad y Tobago (1 destino, 1 aerolínea) |                                 |                 |           |
| Puerto España                              | Aeropuerto Internacional Piarco | Rutaca Airlines |           |
| Total: 1 destino, 1 país, 1 aerolínea      |                                 |                 |           |

Operan las siguientes aerolíneas con los respectivos equipos, así:
- Aeropostal: McDonnell Douglas MD-82
- Avior Airlines: Boeing 737-200 / Boeing 737-400
- Conviasa: ATR42 /Cessna 208 / Embraer 190 / Airbus A340-600
- Estelar Latinoamérica: Boeing 737-200 / Boeing 737-300
- Laser Airlines: McDonnell Douglas MD-82
- Rutaca Airlines: Boeing 737-300
- Turpial Airlines: Boeing 737-400
- Venezolana: McDonnell Douglas MD-83
- Nordwind Airlines: Boeing 777-200
- Plus Ultra Líneas Aéreas: Airbus A330-200

### Vuelos chárter y estacionales
| Destino               | Aeropuerto                                      | Notación |
| --------------------- | ----------------------------------------------- | -------- |
| Aeroregional          |                                                 |          |
| Quito                 | Aeropuerto Internacional Mariscal Sucre         | Chárter  |
| Estelar Latinoamérica |                                                 |          |
| Cali                  | Aeropuerto Internacional Alfonso Bonilla Aragón | Chárter  |
| La Habana             | Aeropuerto Internacional José Martí             | Chárter  |

## Nuevos destinos
| Nuevos destinos                 | Nuevos destinos                 | Nuevos destinos                 | Nuevos destinos                 | Nuevos destinos                 | Nuevos destinos |
| Destino                         | Aeropuerto                      | Aerolíneas                      | Aeronaves                       | Fecha de inicio                 |                 |
| Total: 0 destinos: 0 aerolíneas | Total: 0 destinos: 0 aerolíneas | Total: 0 destinos: 0 aerolíneas | Total: 0 destinos: 0 aerolíneas | Total: 0 destinos: 0 aerolíneas |                 |
| ------------------------------- | ------------------------------- | ------------------------------- | ------------------------------- | ------------------------------- | --------------- |